# Sarawut Inpoung
Sarawut Inpoung (thailändisch ศราวุฒิ อินพวง; * 1. Januar 1992 in Amnat Charoen) ist ein ehemaliger thailändischer Fußballspieler.

## Karriere
Sarawut Inpoung stand bis Saisonende 2017 beim Chamchuri United FC in der Hauptstadt Bangkok unter Vertrag. Der Hauptstadtverein spielte in der Lower Region der dritten Liga. Im Februar 2018 unterschrieb er einen Vertrag beim Ligakonkurrenten MOF Customs United FC. Am Ende der Saison feierte er mit den Customs die Meisterschaft der Region sowie den Aufstieg in die zweite Liga. In der zweiten Liga bestritt er für die Customs zwölf Ligaspiele. Ende Dezember 2020 wurde sein Vertrag nicht verlängert. Von Januar 2020 bis Juli 2021 war Inpoung vertrags- und vereinslos. Im August 2021 nahm ihn der Drittligist Trang FC unter Vertrag. Mit dem Verein aus Trang spielte er in der Southern Region der Liga. Ende November 2021 beendete er seine Karriere als Fußballspieler.

## Erfolge
MOF Customs United FC
- Thai League 3 – Lower: 2018  ▲